# 酋长球场
酋長球場（英語：Emirates Stadium，又称阿联酋航空足球场），是位於英格蘭倫敦的霍洛威的體育場，為英格蘭超級足球聯賽球會阿仙奴的主場。酋長球場為全英國第四大的足球場，僅次於英格蘭國家隊的主場和曼聯的主場、以及熱刺的主場托特納姆熱刺球場。
1997年，被伊斯靈頓區議會否決擴建前主場海布里後，阿仙奴希望搬遷至一個新的球場。2000年，球會高層在考慮包括買下溫布萊球場在內的各個方案後，決定買下阿什伯頓（Ashburton Grove）一幅工業及垃圾處理中心的地方。一年後，球會獲得議會批准在該地興建一座新球場。阿仙奴領隊形容這是繼任命赫爾伯特·查普曼為阿仙奴領隊後，最為重要的一個決定。工程本來於2002年開始，但因財政問題，被迫延遲至2004年2月才展開。同年，阿聯酋航空亦宣佈將成為球場的主要贊助商，擁有球場的命名權。2006年，整個球場完工，建築費為3億9千萬歐元。2009年，在舊球場原址上，阿仙奴完成興建高貝利廣場（Highbury Square），建築費為1億3千萬歐元。
自2009年開始，阿仙奴會方進行一項名為「Arsenalisation」的行動，目的是為了回復阿仙奴的文化與歷史。球場亦曾成為國際賽事以及音樂會舉行的地方。

## 歷史

### 來源

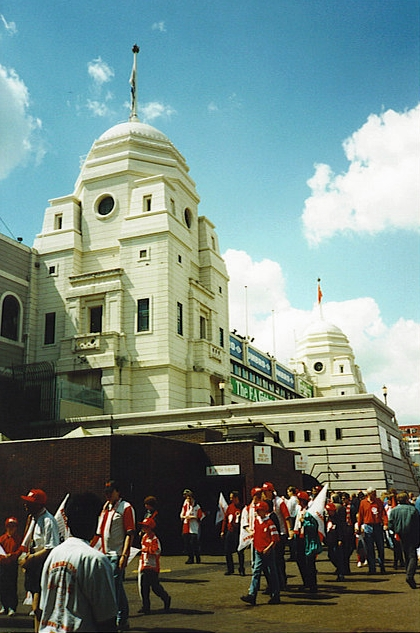
阿仙奴曾考慮把主場搬至旧温布利球场

1989年4月15日，希爾斯堡慘劇發生後，法官泰萊研究群眾於球場內是否安全。1990年1月，他發表了「泰萊報告」，建議減少15%球場的可容納人數，並把球場的階梯看台改為全座位看台。很多球會於1994-95賽季把球場改為全座位後，尋找方法增加收入。阿仙奴於1990-91賽季的季尾推出債券計劃，球迷需購買債券後，方能購買季票。管理層認為這是唯一可行的辦法，既不損害球會的傳統，又不會限制時任領隊的資源。債券的價錢由1,000歐元至1,500歐元不等，年期為150年。可是，這卻招致阿仙奴球迷的反對聲音，認為此舉會令較窮困的阿仙奴球迷無法參與及支持球隊，球迷會亦舉行運動，罷買債券，結果只是售出了三分之一的債券。
高貝利球場的北面看台為最後一個完成改建的看台，於1993年8月完工，花費約2000萬歐元。改建完成後的高貝利球場容納人數大減，由未改建前的57,000人，縮減至只能容納40,000人。為了償還債務，球會增加入場門票的價錢，以增加收入。但是，高票價帶來的後果是入場人數降低，迫使阿仙奴管理層研究興建一個更大的球場的可能性。以曼聯為例，在完成擴建後，球會門票收入由1994年的4390萬歐元，大幅增加至1997年的8790萬歐元。阿仙奴希望在擁有一座更大的球場後，能吸引更多球迷，在財政上能與其他大球會抗衡。
阿仙奴原本打算重建高貝利球場，但此計劃需拆除附近25間民居，因此遭附近的居民反對。1997年7月，高貝利球場的東看台被列入二級歷史建築，要擴建極為困難，加上管理層認為擴建後的球場只有48,000個座位並不足夠，因此他們放棄這計劃。
1998年1月，管理層研究把主場搬遷至，並於2個月後正式出價，可是遭英格蘭足球總會反對，認為此舉會影響到英格蘭爭奪2006年世界盃主辦權的資格，但國際足球總會其後否認有關的理由。阿仙奴於1998-99賽季，以及1999-00賽季的歐聯主場賽事皆於上演，雖然兩年都是於小組賽被淘汰出局，但是在每一場歐洲賽事的主場比賽中，阿仙奴皆能賺取100萬歐元的門票收入，令阿仙奴管理層看見興建新球場後擁有潛在的高利潤。

### 選址與爭議

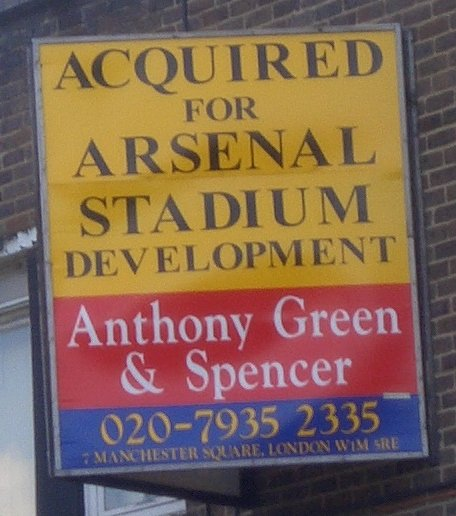
展示阿仙奴已收購阿什伯頓其中一塊地的公告牌

在地產經紀和球會物業顧問安東尼·史賓莎（Antony Spencer）的說服下，1999年11月，阿仙奴研究於距離高貝利球場460米外的阿什伯頓興建新球場。該地設有垃圾處理站和一座工業設施，其中八成的業權由伊斯靈頓區議會、鐵路公司「Railtrack」及森寶利所擁有，阿仙奴需收購所有的業權才能進行下一步行動。在伊斯靈頓區議會通過後，阿仙奴於2000年11月提交興建一個能容納6萬人的球場的申請書，申請書內容亦包括重新發展高貝利球場為住宅用地，和另覓地方興建垃圾處理站，此計劃將能創建1,800個職位以及2,300個住宅單位。霍洛威路站、德雷頓公園站、芬斯伯里公園站三站的設施同時會進行改善工程，以應付比賽日的人群。
可是，此計劃被阿仙奴獨立支持者聯盟（Arsenal Independent Supporters' Association）反對，認為會對環境構成損害。伊斯靈頓球場社區聯盟（Islington Stadium Communities Alliance）亦於2000年1月設立，由16個代表當地居民和企業的組織組成，反對重新發展該地，發言人艾莉森·卡米高（Alison Carmichael）表示，阿仙奴的計劃看似為社區貢獻良多，但其內容實際上是十分糟糕。我們責怪議會和球會的行動，他們的擴展只是為了利益。2002年1月進行的一次投票中，發現75%的受訪者反對阿仙奴計劃。但於同年10月，阿仙奴球會聲稱有70%的伊斯靈頓居民贊成此計劃，倫敦市長亦同意此計劃的進行。
2001年12月，為了得到更多的支持，阿仙奴會方於英超對陣、歐聯對陣的比賽中和領隊的記者招待會中，拉起「讓阿仙奴支持伊斯靈頓」（Let Arsenal support Islington）的橫額。12月10日，伊斯靈頓議會以34票贊成、7票反對、1票棄權，通過阿仙奴於阿什伯頓的發展計劃，議會亦以31票贊成、8票反對，通過重新另覓地方興建垃圾處理站，倫敦市長利文斯通和英國運輸部部長史提芬·拜亞亦投下贊成的一票。2002年7月，英國高等法院駁回伊斯靈頓球場社區聯盟的上訴申請，阿仙奴能正式開始工程。2005年1月，高等法院駁回另一次的上訴，維持准許阿仙奴興建球場的決定。
酋長球場成為2006年5月選舉其中一個重要的議題。倫敦警務處要求阿仙奴球迷使用的長途巴士需停泊在附近的體育中心，而非地下停車場；於比賽日，14條街道將被強制封閉。阿仙奴必須符合以上條件，才會獲發批准證，否則球場將無法對外開放。議會雖通過了道路封閉措施的建議，但會不斷復查此決定。

### 財政與球場命名
阿仙奴興建球場時並沒有獲得任何政府撥款的支持，因此球會需另尋方法增加收入，包括簽下贊助合約和高價賣出自身的球員。阿仙奴在售賣安耐卡、和的轉會中，合共收得超過5000萬歐元的轉會費。其中，安歷卡部份的轉會費亦用來支付興建高爾尼訓練基地的費用。
格拉納達股份有限公司於2000年9月以4700萬歐元，買進阿仙奴5%的股份。格拉納達成為代理阿仙奴宣傳、推銷規劃、簽約贊助商等事項的公司。其後，格拉納達與另一間公司「AFC寬頻」聯合投資2000萬歐元，合作開發網上宣傳。時任阿仙奴主席認為此合作能符合阿仙奴兩大長期目標，分別是「建立一支世界級的球隊和興建一個新球場，讓更多球迷能享受比賽」和「於世界各地增加阿仙奴球迷的數量，建立一個全球性的品牌」。

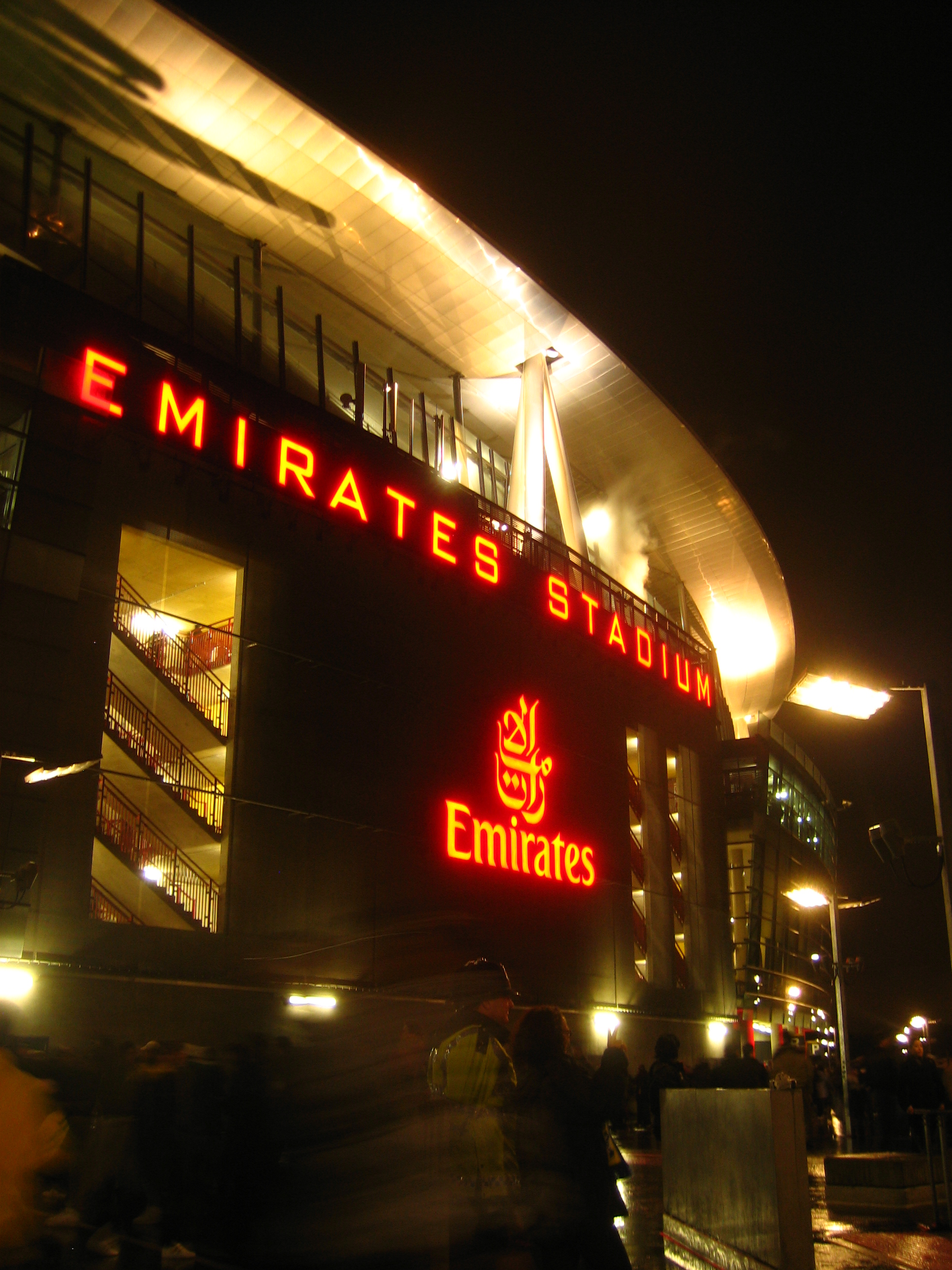
酋長球場的標誌

2001-02賽季，阿仙奴公佈稅前虧蝕2230萬歐元，球會計劃縮減球員薪金開支，以繼續興建球場的工程。阿仙奴任命洛希爾國際投資銀行檢查自身的財政狀況，並讓銀行建議於2003年3月尾再度繼續工程是否可行。雖然阿仙奴於2003年4月向蘇格蘭皇家銀行為首的銀行借貸2億6千萬歐元，球會仍發表聲明，暫停球場的工程；「於這幾個月的時間，球會於新球場的興建上，經歷數次的延遲。而這些事情的後果是球場無法於2005-06賽季開始前完工。」原來的成本預計為3億歐元，但因為延遲等因素，成本已上漲1億歐元。於2003年夏天，為了對抗財困，阿仙奴再次推出債券計劃，發行3,000張債劵，債券的價錢由3,500歐元至5,000歐元不等，球迷能自行選擇是否購買債劵。阿仙奴球迷對重新推行債劵計劃感到驚訝，阿仙奴獨立支持者聯盟的主席史提芬·包維（Steven Powell）對球會未有諮詢球迷便發行債劵表示失望。阿仙奴雖從未對外公佈售出多少張債劵，但估計球會從中已得到數百萬鎊。
2003年8月，體育用品生產商Nike與阿仙奴延長合約，並將繼續成為球會的球衣生產商。於7年間，Nike將給予球隊贊助費5500萬歐元；每年亦會按銷售情況，支付最少100萬歐元的「忠誠獎金」。2004年2月23日，阿仙奴的母公司——阿仙奴控股公共有限公司宣佈球會有充足的資金繼續工程，領隊雲加表示：「推動球會前進一直是我的大目標，而搬遷至一個新球場是必需的，這會令球會成為世界上其中一間最大的球會。」。球會於2003年借貸的2億6千萬歐元的利息將以固定利率，攤分14年償還。為了再提供資金，球會把2億6千萬歐元欠債變為債劵，並於2006年7月13日發行，分別是總價值為2億1千萬歐元，為期13.5年，比政府的金邊債券高52個基點的債劵；以及是總價值為5000萬歐元，為期7.1年，比倫敦同業拆放利率高22個基點的債劵。它們的有效年利率分別為5.14%和5.97%。這些債劵是首次有歐洲球會公開地出售資產擔保的債劵。2010年9月，阿仙奴宣佈已經償還興建高貝利廣場所有欠債，並開始賺錢，作為其中一個減少阿仙奴負債的工具。
2004年10月5日，阿仙奴與阿拉伯聯合酋長國的阿聯酋航空簽下價值約1億歐元的合約，合約年期為15年。阿聯酋航空能在球衣印上廣告，取代約滿的電訊商O2。由2006-07賽季開始，阿仙奴球衣將印上「乘搭阿聯酋航空」的廣告。阿聯酋航空亦擁有新球場的命名權，新球場將命名為酋長球場。但有部份球迷反對企業在球衣上印上廣告進行宣傳，或把命名權出售，他們繼續使用場地的舊名稱「阿什伯頓」，而非酋長球場。在歐洲賽事舉行期間，阿仙奴不能以酋長球場作為場地名稱，因為歐洲足球協會聯盟對球場命名權有限制，而阿聯酋航空並非歐洲足協的其中一個贊助商。德國甲組足球聯賽球會拜仁慕尼黑曾因為於歐洲賽事中使用安联球场的名稱，最後被歐洲足協罰款。因此，歐洲足協以「阿仙奴球場」作為球場的名稱。

### 結構及設施

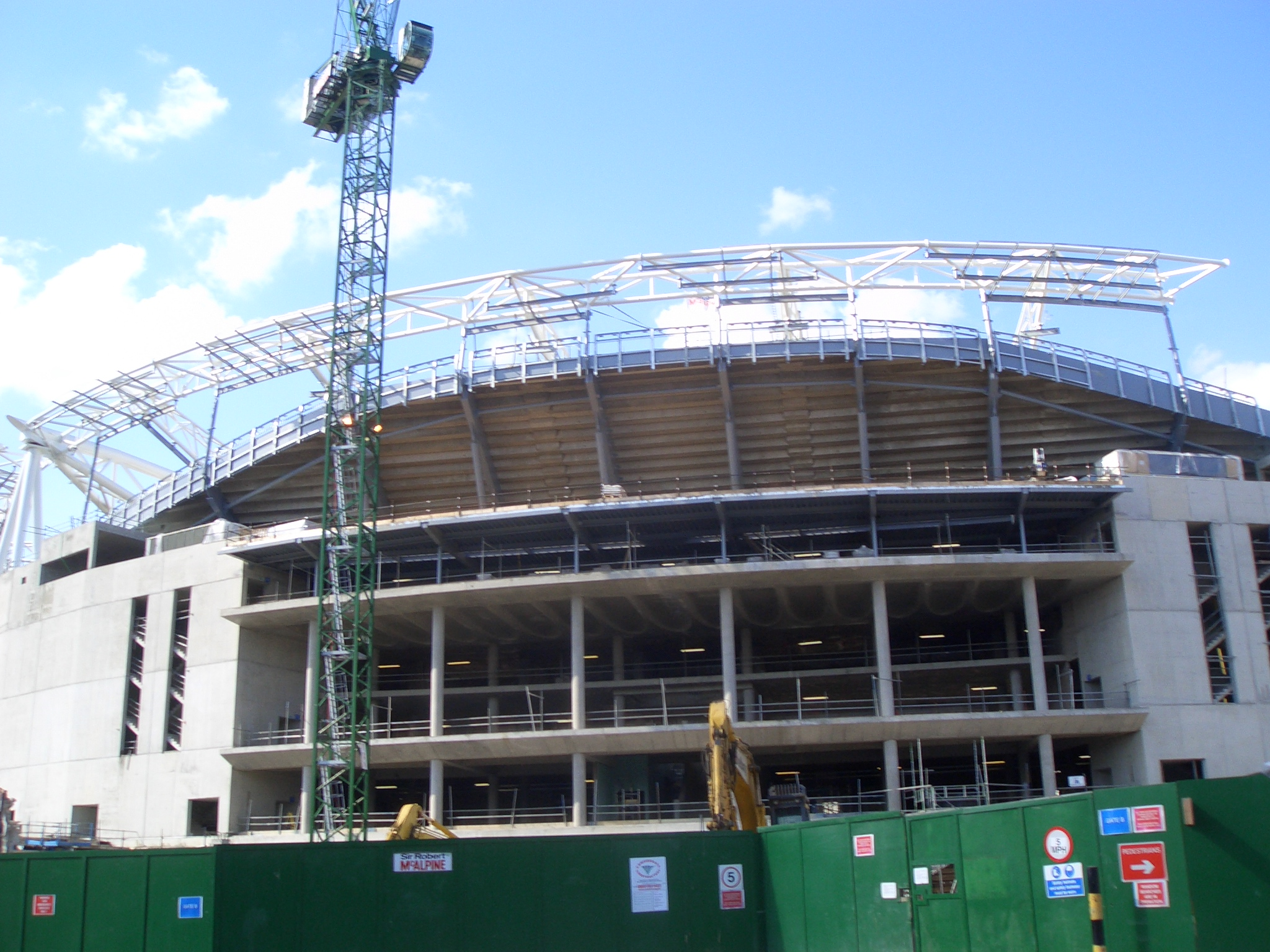
2005年5月，興建中的酋長球場

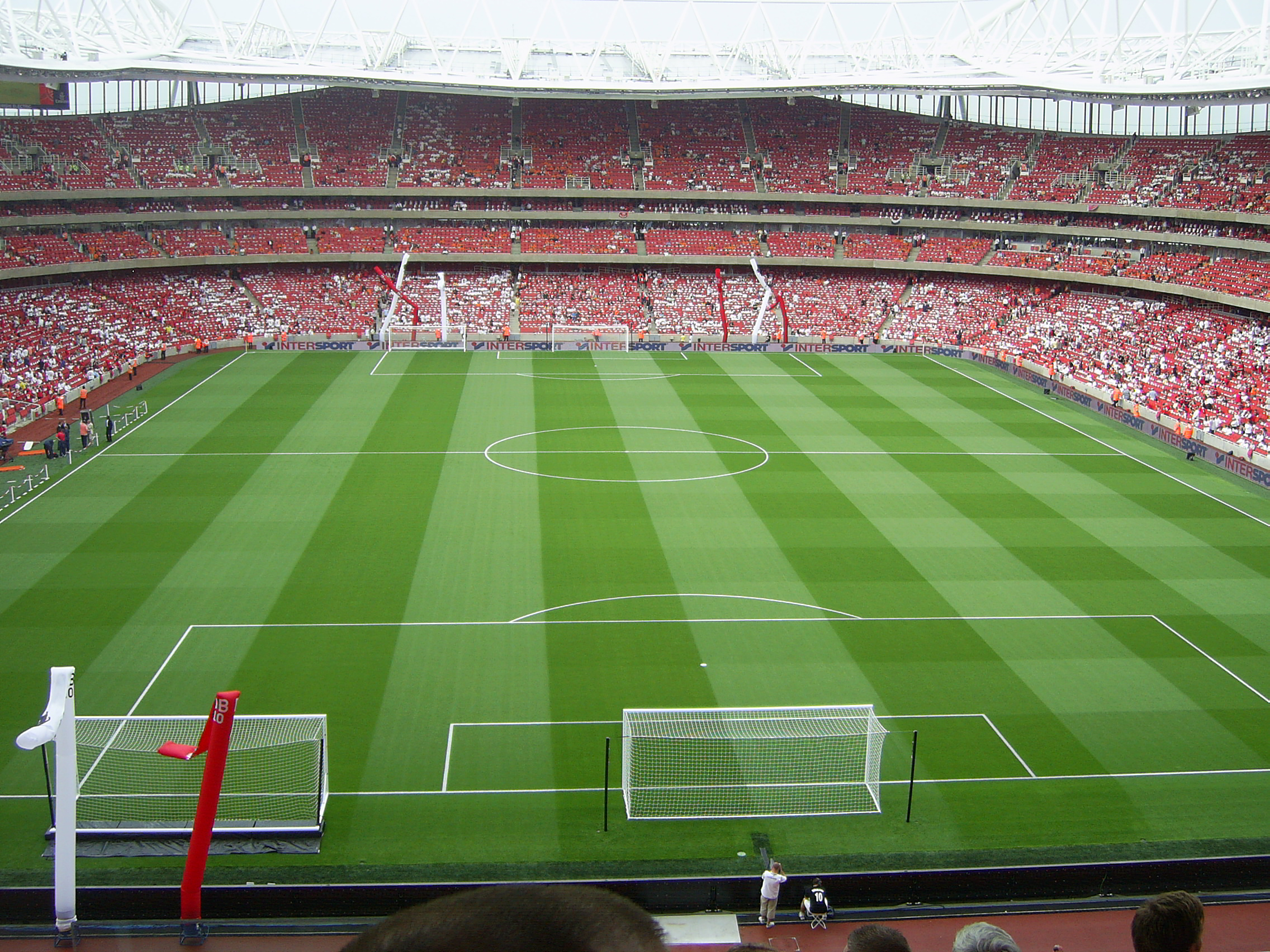
2006年舉行的柏金告別賽

2004年2月，阿仙奴的新球場正式動工，由建築公司「Sir Robert McAlpine」進行工程、曾建造澳大利亞體育場和重新發展雅士谷賽馬場的公司博普樂思負責球場設計。工程顧問公司「Arcadis NV」和工程公司「BuroHappold」亦曾參與球場的建造。
首階段的拆卸工程於2004年3月完成。2個月後，東、西和北看台已完成打樁。兩條連接德雷頓公園站和球場的大橋亦在2004年8月完工。球場於2005年8月封頂，外牆玻璃和電力設施等施備亦於年尾完成。於2006年3月，前阿仙奴中場球員象徵式安裝球場首張座位。球場的泛光燈於6月25日測試成功，1日後，球場的龍門框亦完成設立。
為了獲得球場使用的批准證，阿仙奴於正式使用酋長球場前，舉辦了3個活動，分別是股東參觀球場的開放日、於球場進行公開操練，並邀請20,000名會員進場、以及是的告別賽。
2006年10月26日，主持酋長球場的正式開幕典禮，女皇伊莉莎白二世亦曾希望出席，可惜因背部受傷而未能成事。1932年，高貝利球場的西看台開幕，當時伊利沙伯二世的叔叔愛德華八世亦出席儀式，正好與這次的開幕典禮互相呼應。其後伊利沙伯二世於2007年2月15日邀請阿仙奴主席、領隊和全體一線隊球員前往白金漢宮，享用下午茶，為首間獲邀出席此類活動的球會。

## 設計

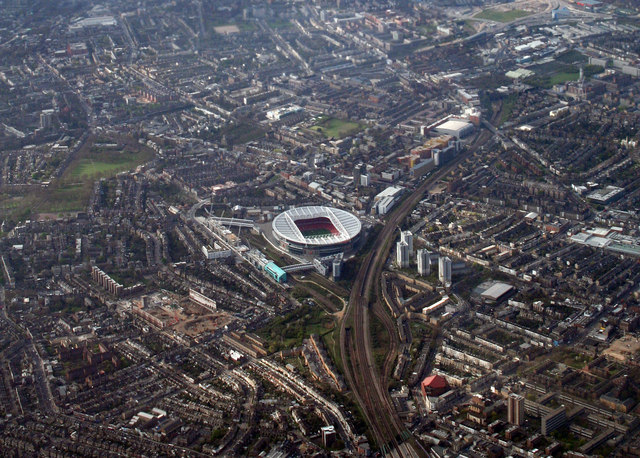
從高空觀察酋長球場與前主場高貝利球場

酋長球場由3個階梯式的碗狀看台組成，球場頂部則有一個由聚碳酸酯製成的半透明上蓋，但上蓋不會遮蓋球場的草地，只會遮蓋觀眾席的位置。上蓋的底面被金屬板覆蓋，而整個上蓋由4支管狀的鋼鐵支撐，較長的兩支分別向南、北伸展，較短的兩支則向東、西伸展，支架底部則由球場的鋼鐵作承託。球場的正面裝上玻璃，讓球迷能從外面看見球場的內部。這個設計由博普樂思想出，希望令人留下球場會在日間時閃耀，在晚間時則會發光的印象。
球場的上層和下層的座位為標準座位，提供51,071個座位。球場的傳媒及教育中心、球員更衣室以及廚房全部設於下層的區域。球場中間的一層名為「Club Level」，有7,139個座位，提供較高級的服務。票價較其他上、下層座位貴，球迷需購入為期1至4年的許可證才能於此區觀看賽事。「Club Level」以上還有一層的貴賓包廂，總數有150個，有10、12和15人3種不同的包廂，提供有2,222個座位。酋長球場的貴賓包廂席位以及「Club Level」所售出的門票收入，等如以往整個高貝利球場的收入。
為了讓空氣流通和讓更多陽光照射草地，球場的上層四角的玻璃留有空間，而頂部亦是向內傾斜。這亦造成上層球迷無法看見對面看台的球迷的錯覺。在和索尼的合作中，阿仙奴成為首間有高清電視串流的球會，在球場的西北和東南方，設有兩部高清電視。
球場草地的面積為105米乘以68米（115碼 × 74碼）。像高貝利球場一樣，龍門兩方向着南北，東面設有球員通道和後備席，西面則放置轉播球賽的攝影機。因應不同賽事，作客球迷的數量由1,500至4,500名不等，作客隊伍的球迷會獲安排坐在東南方的下層看台或整個南看台的下層。在英格蘭聯賽盃及英格蘭足總盃的賽事，英國足總規定需安排15%的座位給作客球迷入場，此時上層的看台亦會被納入作客球迷區。

2009年，在聽取球迷的意見後，阿仙奴進行「Arsenalisation」的行動。會方把球場下層對着球員出場隧道的地方的部份座位改成白色的座位，取代原來紅色的座位，做成一個炮台的標誌。而在球場的外牆，增設了八幅大型的壁畫，畫着三十二位阿仙奴的傳奇球星，每位球星都是搭着肩，造成「擁抱整個球場」的效果。
|               | 佐治·岩士唐 | 大衛·積克     |             |
| 克里夫·巴斯廷 |             |               | 蒂埃里·亨利 |
|               | 泰迪·德瑞克 | 大衛·洛卡素   | 阿歷斯·占士 |
|               | 力克·利維斯 | 李·迪臣       | 祖·美世     |
|               | 波比·威爾遜 | 艾迪·哈普古德 | 查理·佐治   |
| 尼祖·溫特本   | 大衛·丹士堅 | 堅尼·森遜     | 積克·奇士   |
|               | 約翰·拉福特 | 大衛·奧拉利   | 佐治·馬勒   |
| 雷·柏奴亞     | 法蘭·麥連托 | 史提夫·保特   |             |

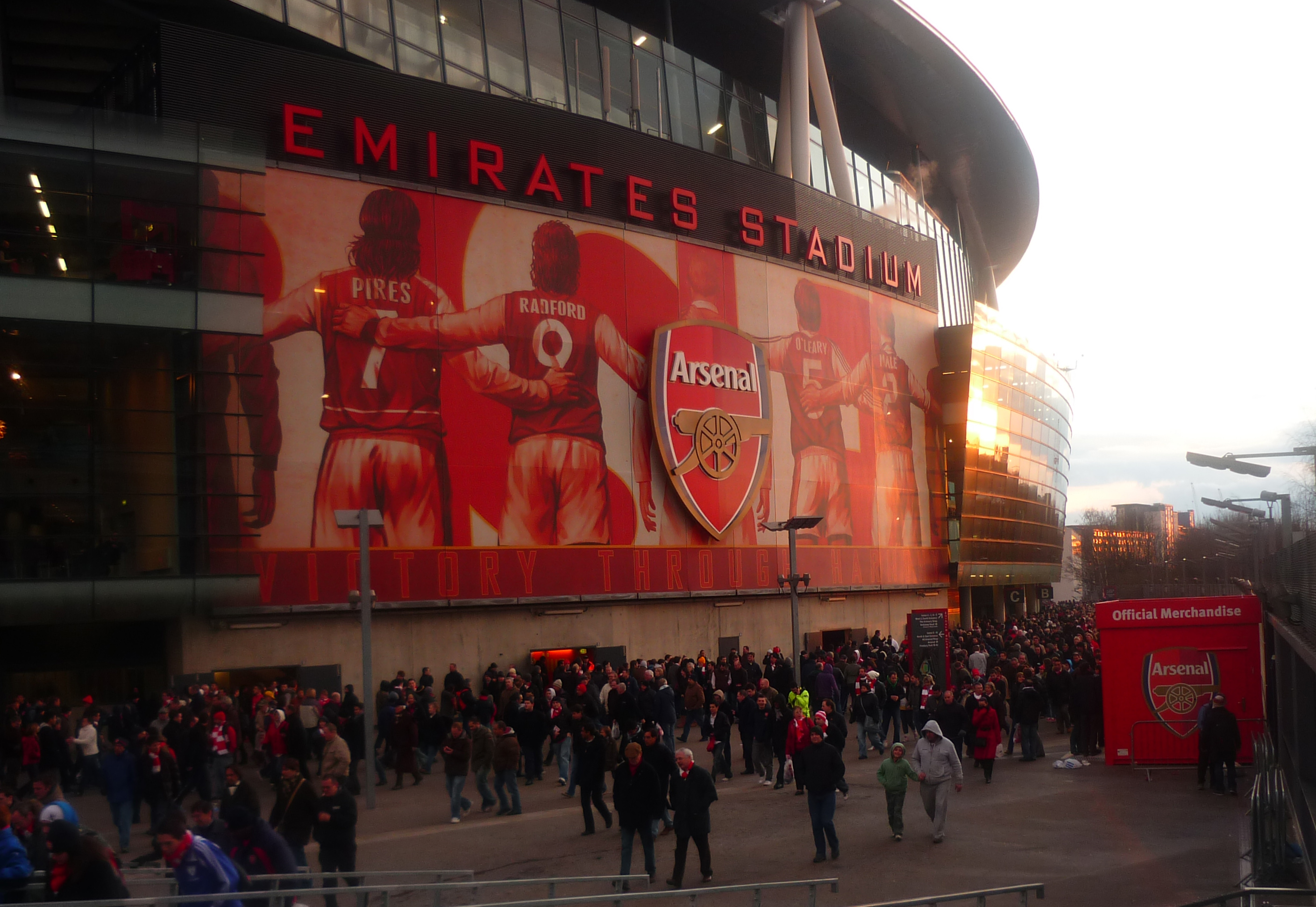
球場外其中一幅壁畫

於大型壁畫的下方，設有小型的壁畫，畫有由球迷選出的「阿仙奴歷史上十二個最偉大的時刻」。2011-12賽季，阿仙奴會方於南看台安裝高貝利球場使用的大鐘，並在聯賽對陣布力般流浪的比賽時開始使用。
2011年4月，為了紀念肯·弗萊爾和丹尼·費斯文對球會的貢獻，球場附近的兩條橋以兩位前總監的名字命名。而為了慶祝阿仙奴成立125週年，會方在球場外圍設立了三個銅像，分別為前隊長、阿仙奴入球紀錄保持者蒂埃里·亨利和傳奇領隊赫爾伯特·查普曼。2014年2月，會方於球場的西面，再設立一個柏金的銅像。2023年阿申納官方宣佈，立下球會傳奇主帥溫格雕像。

### 擴建與未來發展
直至2008年，阿仙奴季票的等候人數大約有40,000人，擴建成為在阿仙奴球迷間廣泛討論。擴建的辦法包括把座位縮小、加建一層的看台和實施「安全站立席」。 2022年2月，俱乐部宣布了改善阿联酋体育场的重大翻新计划。第一阶段的翻新包括安装新的视频板、旋转栅门票阅读器，以及翻新体育场屋顶和包装。未来的翻新计划包括全面检修PA系统，并改善体育场内的移动连接。
2023年1月11日，阿森纳推出了八件新艺术品，将装饰酋长体育场的外部：Victoria Concordia Crescit，记住你是谁，无敌，来看阿森纳，18-86，我们都跟随阿森纳，未来辉煌，并找到了我们属于的地方。

## 其他用途
| 年份 | 藝人              |
| ---- | ----------------- |
| 2008 | 布魯斯·斯普林斯廷 |
| 2009 | Capital FM        |
| 2012 | Coldplay          |
| 2013 | Muse, Green Day   |
| 2022 | 杀手乐队          |

除了作為一個足球場，酋長球場亦能成為會議中心和音樂表演場地。2008年3月27日，酋長球場成為英國首相戈登·布朗和法國總統尼古拉·薩科吉進行首腦會議的地方，因為球場為「英法關係」的象徵。當舉行演唱會，球場的容納人數能升至72,000人。歌手布魯斯·斯普林斯廷連續兩晚於酋長球場舉行演唱會，成為首個在此球場舉行的人。2012年6月，英國樂隊Coldplay於酋長球場舉行演唱會，首兩天的門票在開賣30分鐘後售罄，成為首支全場爆滿的表演者；2013年6月Green Day於球場內的演場會則打破球場的入場人數紀錄。 杀手乐队于2022年6月3日和4日在阿联酋航空的幻影巡演中举办了2场独家售罄的音乐会。

### 國際賽事
酋長球場亦經常被巴西國家足球隊用作比賽場地。在2006年9月3日，巴西國家足球隊在酋長球場舉行第一場賽事是友誼賽，對陣阿根廷國家足球隊，該仗巴西以3比0取勝。
| 2006年9月3日 | 巴西               | 3比0     | 阿根廷 | 倫敦                                                                |
| 16:00 GMT    | 3', 67' · 卡卡 89' | 比賽報告 |        | 場館： 酋長球場 入場人數： 59,032 ： 史提夫·班尼特（Steve Bennett） |

| 2007年2月5日 | 巴西 | 0比2     | 葡萄牙    | 倫敦                                             |
| 20:00 GMT    |      | 比賽報告 | 82' · 90' | 場館： 酋長球場 入場人數： 59,793 ： 馬田·艾堅遜 |

| 2008年3月26日 | 巴西 | 1比0     | 瑞典 | 倫敦                                                         |
| 19:45 GMT     | 72'  | 比賽報告 |      | 場館： 酋長球場 入場人數： 60,021 ： 米克·雷利（Mike Riley） |

| 2009年2月9日 | 巴西      | 2比0     | 義大利 | 倫敦                                 |
| 19:45 GMT    | 13' · 27' | 比賽報告 |        | 場館： 酋長球場 入場人數： 60,077 ： |

| 2010年3月2日 | 巴西                | 2比0     | 愛爾蘭 | 倫敦                                           |
| 20:05 GMT    | 44'（乌龙球） · 76' | 比賽報告 |        | 場館： 酋長球場 入場人數： 40,082 ： 米克·甸恩 |

| 2011年3月27日 | 巴西         | 2比0     | 苏格兰 | 倫敦                                 |
| 14:00 GMT     | 42', 77'（） | 比賽報告 |        | 場館： 酋長球場 入場人數： 53,087 ： |

| 2015年3月29日 | 巴西 | 1比0     | 智利 | 倫敦            |
| 15:00 GMT     | 73'  | 比賽報告 |      | 場館： 酋長球場 |

## 紀錄
阿仙奴沒有公開公佈每場的入場人數，但選擇公佈門票售出的數量。酋長球場的最高入場人數是2007年11月3日舉行的英超聯賽，由阿仙奴對陣曼聯，合共有60,161名球迷入場觀賞，最終阿仙奴和曼聯賽和2比2。於酋長球場的首季，平均入場入數為59,837人，比英超平均的60,045人略低。而最多作客球迷入場的賽事為2009年足總盃第3圏，對陣普利茅夫的賽事，共有9,000名作客球迷入場，最終阿仙奴以3比1勝出。最低入場紀錄為2011年9月20日創造的46,539人，該仗為英格蘭聯賽盃第三圏對陣梳士貝利的賽事，最終阿仙奴以3比1贏下比賽。首名於酋長球場入球的球員為阿士東維拉的，而首名於酋長球場入球的阿仙奴球員為。

## 交通
酋長球場能透過乘搭倫敦地鐵或巴士到達。阿仙奴站最接近球場的北看台，而海布里及伊斯靈頓站則較接近南看台，雖然霍洛威路站為最接近南看台的鐵路站，但此站會在比賽開始前只准入閘，以及在比賽完結後只准出閘，避免過度擁擠。德雷頓公園站於比賽日通常會關閉，因為此站的列車服務只限平日和晚上10時前。酋長球場是最接近東海岸主線的球場，距離國王十字站只有2英里。
於比賽開始前1小時至比賽結束後的1小時，球場附近的道路將會被封閉，除了伊斯靈頓的居民或擁有許可證的人士的汽車可通過外，其他一律被禁止。在沒有陸上交通的情況下，阿仙奴完全依靠倫敦地鐵的服務，2012年12月的工業行動迫使阿仙奴把比賽改期。

## 影響
雖然酋長球場增加了阿仙奴的收入及入場人數，但後來因需償還興建球場的債務，導致球會於2006年起不斷以高價出售隊中主力球員，以維持收支平衡。這亦導致阿仙奴於2006至2013年間，沒有取得任何錦標冠軍。直至2013年債務還清後，阿仙奴才於轉會市場上變得活躍，並於2014年取得英格蘭足總盃冠軍。

## 外部連結
- 阿仙奴官方網站 （页面存档备份，存于）

| 前任： 海布里球場 | 阿仙奴主場 2006年至現在 | 繼任： ' |